# Tour d'Italie féminin 2024
La 35e édition du Tour d'Italie féminin (Giro d'Italia Donne en italien) est une course cycliste ayant lieu du 7 au 14 juillet 2024. Elle fait partie du calendrier UCI World Tour en catégorie 2.WWT.
Elisa Longo Borghini remporte le contre-la-montre inaugural pour une seconde face à Grace Brown. Chiara Consonni remporte la deuxième étape au sprint. Sur la troisième étape, Niamh Fisher-Black s'impose seule dans un final en côte. La quatrième étape est remportée par Clara Emond, auteur d'une longue échappée. Lotte Kopecky gagne le sprint le lendemain. Un quatuor se dispute la victoire de la sixième étape étape et Liane Lippert se montre la plus rapide. La septième est l'étape reine avec l'ascension du Blockhaus. Neve Bradbury parvient à s'isoler en tête pour s'imposer. Derrière, Lotte Kopecky sprinte pour la deuxième place devant Elisa Longo Borghini. Au classement général, l'Italienne devance la Belge d'une seule seconde. La dernière étape est gagnée par Kimberley Le Court de Billot. Elisa Longo Borghini parvient à prendre de l'avance sur Kopecky pour s'adjuger l'épreuve. La Belge remporte le classement par points. Le podium est complété par Neve Bradbury, qui est également la meilleure jeune. Justine Ghekiere  est la meilleure grimpeuse et Liv AlUla Jayco la meilleure équipe.

## Présentation

### Parcours
La septième étape est l'étape reine. Le Passo Lanciano, long de 11,3 km et une pente moyenne de 8,5 %, est monté en premier. L'arrivée est situé en haut du Blockhaus : 16,5 km à 7,9 %.

### Équipes
| UCI Women's WorldTeams (15)- AG Insurance-Soudal Team - Canyon-SRAM Racing - Ceratizit-WNT Pro Cycling - FDJ-Suez - Fenix-Deceuninck - Human Powered Health - Lidl-Trek - Liv AlUla Jayco - Movistar Team - Roland - Team DSM-Firmenich PostNL - SD Worx-Protime - Team Visma \| Lease a Bike - UAE Team ADQ - Uno-X Mobility Équipes féminines continentales (7)- Bepink-Bongioanni - Cofidis - EF-Oatly-Cannondale - Isolmant-Premac-Vittoria - Laboral Kutxa-Fundacion Euskadi - Tashkent City Women Professional Cycling Team - Top Girls Fassa Bortolo |
| |

## Favorites
En l'absence de la vainqueur sortante Annemiek van Vleuten, qui a pris sa retraite, et de certaines leaders du peloton qui font l'impasse pour préparer les Jeux olympiques et le Tour de France, l'édition est extrêmement ouverte. L'équipe Lidl-Trek semble la mieux armée avec Elisa Longo Borghini, qui a terminé à deux reprises sur le podium de l'épreuve et était en bonne position en 2023 avant une chute, et la grimpeuse Gaia Realini. Juliette Labous, deuxième l'année précédente, peut prétendre à la victoire finale. Mavi Garcia, troisième en 2022, possède également les qualités requises pour gagner, tout comme Cecilie Uttrup Ludwig. Grace Brown peut utiliser ses qualités en contre-la-montre pour s'imposer. Enfin, Lotte Kopecky, deuxième du Tour de France 2023, peut réitérer son exploit.

## Étapes
| Étape     | Date      | Villes étapes                     | type                        | Distance (km) | Vainqueur d'étape            | Leader du classement général |
| --------- | --------- | --------------------------------- | --------------------------- | ------------- | ---------------------------- | ---------------------------- |
| 1re étape | 7 juill.  | Brescia – Brescia                 | contre-la-montre individuel | 14,6          | Elisa Longo Borghini         | Elisa Longo Borghini         |
| 2e étape  | 8 juill.  | Sirmione – Volta Mantovana        | étape de plaine             | 102           | Chiara Consonni              | Elisa Longo Borghini         |
| 3e étape  | 9 juill.  | Sabbioneta – Toano                | étape vallonnée             | 111           | Niamh Fisher-Black           | Elisa Longo Borghini         |
| 4e étape  | 10 juill. | Imola – Urbino                    | étape vallonnée             | 134           | Clara Emond                  | Elisa Longo Borghini         |
| 5e étape  | 11 juill. | Frontone – Foligno                | étape de plaine             | 111           | Lotte Kopecky                | Elisa Longo Borghini         |
| 6e étape  | 12 juill. | San Benedetto del Tronto – Chieti | étape vallonnée             | 155           | Liane Lippert                | Elisa Longo Borghini         |
| 7e étape  | 13 juill. | Lanciano – Blockhaus              | étape de montagne           | 123           | Neve Bradbury                | Elisa Longo Borghini         |
| 8e étape  | 14 juill. | Pescara – L'Aquila                | étape de montagne           | 109           | Kimberley Le Court de Billot | Elisa Longo Borghini         |

## Déroulement de la course

### 1reétape
| Brescia - Brescia | contre-la-montre individuel | (14,6 km) |

La plupart des favorites décident de s'élancer parmi les premières afin d'éviter les averses annoncées en fin d'étape. Juliette Labous établit le premier temps de référence. Lotte Kopecky fait quatre secondes de mieux, elle est battue par Elisa Longo Borghini qui conserve la tête jusqu'au bout. Grace Brown est deuxième pour une seconde. Mavi Garcia perd plus d'une minute, tout comme Niamh Fisher-Black.
| \| Classement de l'étape \| Classement de l'étape \| Classement de l'étape \| Classement de l'étape \| Classement de l'étape \| \| Coureuse \| Coureuse \| Pays \| Équipe \| Temps \| \| --------------------- \| --------------------- \| --------------------- \| -------------------------- \| --------------------- \| \| 1re \| Elisa Longo Borghini \| Italie \| Lidl-Trek \| 20 min 37 s \| \| 2e \| Grace Brown \| Australie \| FDJ-Suez \| + 1 s \| \| 3e \| Brodie Chapman \| Australie \| Lidl-Trek \| + 13 s \| \| 4e \| Lieke Nooijen \| Pays-Bas \| Team Visma \\| Lease a Bike \| + 23 s \| \| 5e \| Lotte Kopecky \| Belgique \| SD Worx-Protime \| + 25 s \| \| 6e \| Elena Hartmann \| Suisse \| Roland \| + 28 s \| \| 7e \| Juliette Labous \| France \| Team dsm-firmenich PostNL \| + 29 s \| \| 8e \| Ruth Edwards \| États-Unis \| Human Powered Health \| + 30 s \| \| 9e \| Cédrine Kerbaol \| France \| Ceratizit-WNT Pro Cycling \| + 38 s \| \| 10e \| Loes Adegeest \| Pays-Bas \| FDJ-Suez \| + 38 s \| |                      |            |                            |             |
| |                      |            |                            |             |
| |                      |            |                            |             |
| Classement de l'étape |                      |            |                            |             |
| Coureuse | Coureuse             | Pays       | Équipe                     | Temps       |
| 1re | Elisa Longo Borghini | Italie     | Lidl-Trek                  | 20 min 37 s |
| 2e | Grace Brown          | Australie  | FDJ-Suez                   | + 1 s       |
| 3e | Brodie Chapman       | Australie  | Lidl-Trek                  | + 13 s      |
| 4e | Lieke Nooijen        | Pays-Bas   | Team Visma \| Lease a Bike | + 23 s      |
| 5e | Lotte Kopecky        | Belgique   | SD Worx-Protime            | + 25 s      |
| 6e | Elena Hartmann       | Suisse     | Roland                     | + 28 s      |
| 7e | Juliette Labous      | France     | Team dsm-firmenich PostNL  | + 29 s      |
| 8e | Ruth Edwards         | États-Unis | Human Powered Health       | + 30 s      |
| 9e | Cédrine Kerbaol      | France     | Ceratizit-WNT Pro Cycling  | + 38 s      |
| 10e | Loes Adegeest        | Pays-Bas   | FDJ-Suez                   | + 38 s      |

| \| Classement général \| Classement général \| Classement général \| Classement général \| Classement général \| \| Coureuse \| Coureuse \| Pays \| Équipe \| Temps \| \| ------------------ \| -------------------- \| ------------------ \| -------------------------- \| ------------------ \| \| 1re \| Elisa Longo Borghini \| Italie \| Lidl-Trek \| 20 min 37 s \| \| 2e \| Grace Brown \| Australie \| FDJ-Suez \| + 1 s \| \| 3e \| Brodie Chapman \| Australie \| Lidl-Trek \| + 13 s \| \| 4e \| Lieke Nooijen \| Pays-Bas \| Team Visma \\| Lease a Bike \| + 23 s \| \| 5e \| Lotte Kopecky \| Belgique \| SD Worx-Protime \| + 25 s \| \| 6e \| Elena Hartmann \| Suisse \| Roland \| + 28 s \| \| 7e \| Juliette Labous \| France \| Team dsm-firmenich PostNL \| + 29 s \| \| 8e \| Ruth Edwards \| États-Unis \| Human Powered Health \| + 30 s \| \| 9e \| Cédrine Kerbaol \| France \| Ceratizit-WNT Pro Cycling \| + 38 s \| \| 10e \| Loes Adegeest \| Pays-Bas \| FDJ-Suez \| + 38 s \| |                      |            |                            |             |
| |                      |            |                            |             |
| |                      |            |                            |             |
| Classement général |                      |            |                            |             |
| Coureuse | Coureuse             | Pays       | Équipe                     | Temps       |
| 1re | Elisa Longo Borghini | Italie     | Lidl-Trek                  | 20 min 37 s |
| 2e | Grace Brown          | Australie  | FDJ-Suez                   | + 1 s       |
| 3e | Brodie Chapman       | Australie  | Lidl-Trek                  | + 13 s      |
| 4e | Lieke Nooijen        | Pays-Bas   | Team Visma \| Lease a Bike | + 23 s      |
| 5e | Lotte Kopecky        | Belgique   | SD Worx-Protime            | + 25 s      |
| 6e | Elena Hartmann       | Suisse     | Roland                     | + 28 s      |
| 7e | Juliette Labous      | France     | Team dsm-firmenich PostNL  | + 29 s      |
| 8e | Ruth Edwards         | États-Unis | Human Powered Health       | + 30 s      |
| 9e | Cédrine Kerbaol      | France     | Ceratizit-WNT Pro Cycling  | + 38 s      |
| 10e | Loes Adegeest        | Pays-Bas   | FDJ-Suez                   | + 38 s      |

### 2eétape
| Sirmione - Volta Mantovana | étape de plaine | (102 km) |

Ana Vitória Magalhães et Alessia Missiaggia s'échappent au bout de sept kilomètres. Beatrice Rossato et Valeria Curnis partent en chasse plus tard, mais n'opèrent jamais la jonction. L'avance du duo de tête atteint six minute vingt-huit. Dans la montée du circuit final, Magalhães distance Missiaggia. Elle est néanmoins reprise à deux kilomètres de la ligne. Anouska Koster tente une dernière attaque, sans succès. Lotte Kopecky lance le sprint, mais Chiara Consonni la remonte pour aller s'imposer.
| \| Classement de l'étape \| Classement de l'étape \| Classement de l'étape \| Classement de l'étape \| Classement de l'étape \| \| Coureuse \| Coureuse \| Pays \| Équipe \| Temps \| \| --------------------- \| ---------------------------- \| --------------------- \| ------------------------- \| --------------------- \| \| 1re \| Chiara Consonni \| Italie \| UAE Team ADQ \| 2 h 41 min 58 s \| \| 2e \| Lotte Kopecky \| Belgique \| SD Worx-Protime \| + 0 s \| \| 3e \| Elisa Balsamo \| Italie \| Lidl-Trek \| + 0 s \| \| 4e \| Arlenis Sierra \| Cuba \| Movistar Team \| + 0 s \| \| 5e \| Mylène de Zoete \| Pays-Bas \| Ceratizit-WNT Pro Cycling \| + 0 s \| \| 6e \| Kimberley Le Court de Billot \| Maurice \| AG Insurance-Soudal Team \| + 0 s \| \| 7e \| Silvia Zanardi \| Italie \| Human Powered Health \| + 0 s \| \| 8e \| Letizia Borghesi \| Italie \| EF-Oatly-Cannondale \| + 0 s \| \| 9e \| Elisa Longo Borghini \| Italie \| Lidl-Trek \| + 0 s \| \| 10e \| Kathrin Schweinberger \| Autriche \| Ceratizit-WNT Pro Cycling \| + 0 s \| |                              |          |                           |                 |
| |                              |          |                           |                 |
| |                              |          |                           |                 |
| Classement de l'étape |                              |          |                           |                 |
| Coureuse | Coureuse                     | Pays     | Équipe                    | Temps           |
| 1re | Chiara Consonni              | Italie   | UAE Team ADQ              | 2 h 41 min 58 s |
| 2e | Lotte Kopecky                | Belgique | SD Worx-Protime           | + 0 s           |
| 3e | Elisa Balsamo                | Italie   | Lidl-Trek                 | + 0 s           |
| 4e | Arlenis Sierra               | Cuba     | Movistar Team             | + 0 s           |
| 5e | Mylène de Zoete              | Pays-Bas | Ceratizit-WNT Pro Cycling | + 0 s           |
| 6e | Kimberley Le Court de Billot | Maurice  | AG Insurance-Soudal Team  | + 0 s           |
| 7e | Silvia Zanardi               | Italie   | Human Powered Health      | + 0 s           |
| 8e | Letizia Borghesi             | Italie   | EF-Oatly-Cannondale       | + 0 s           |
| 9e | Elisa Longo Borghini         | Italie   | Lidl-Trek                 | + 0 s           |
| 10e | Kathrin Schweinberger        | Autriche | Ceratizit-WNT Pro Cycling | + 0 s           |

| \| Classement général \| Classement général \| Classement général \| Classement général \| Classement général \| \| Coureuse \| Coureuse \| Pays \| Équipe \| Temps \| \| ------------------ \| -------------------- \| ------------------ \| ------------------------- \| ------------------ \| \| 1re \| Elisa Longo Borghini \| Italie \| Lidl-Trek \| 3 h 02 min 35 s \| \| 2e \| Grace Brown \| Australie \| FDJ-Suez \| + 1 s \| \| 3e \| Brodie Chapman \| Australie \| Lidl-Trek \| + 13 s \| \| 4e \| Lotte Kopecky \| Belgique \| SD Worx-Protime \| + 19 s \| \| 5e \| Juliette Labous \| France \| Team dsm-firmenich PostNL \| + 29 s \| \| 6e \| Ruth Edwards \| États-Unis \| Human Powered Health \| + 30 s \| \| 7e \| Cédrine Kerbaol \| France \| Ceratizit-WNT Pro Cycling \| + 38 s \| \| 8e \| Loes Adegeest \| Pays-Bas \| FDJ-Suez \| + 38 s \| \| 9e \| Katrine Aalerud \| Norvège \| Uno-X Mobility \| + 45 s \| \| 10e \| Franziska Koch \| Allemagne \| Team dsm-firmenich PostNL \| + 47 s \| |                      |            |                           |                 |
| |                      |            |                           |                 |
| |                      |            |                           |                 |
| Classement général |                      |            |                           |                 |
| Coureuse | Coureuse             | Pays       | Équipe                    | Temps           |
| 1re | Elisa Longo Borghini | Italie     | Lidl-Trek                 | 3 h 02 min 35 s |
| 2e | Grace Brown          | Australie  | FDJ-Suez                  | + 1 s           |
| 3e | Brodie Chapman       | Australie  | Lidl-Trek                 | + 13 s          |
| 4e | Lotte Kopecky        | Belgique   | SD Worx-Protime           | + 19 s          |
| 5e | Juliette Labous      | France     | Team dsm-firmenich PostNL | + 29 s          |
| 6e | Ruth Edwards         | États-Unis | Human Powered Health      | + 30 s          |
| 7e | Cédrine Kerbaol      | France     | Ceratizit-WNT Pro Cycling | + 38 s          |
| 8e | Loes Adegeest        | Pays-Bas   | FDJ-Suez                  | + 38 s          |
| 9e | Katrine Aalerud      | Norvège    | Uno-X Mobility            | + 45 s          |
| 10e | Franziska Koch       | Allemagne  | Team dsm-firmenich PostNL | + 47 s          |

### 3eétape
| Sabbioneta - Toano | étape vallonnée | (111 km) |

Au bout de 50 km, Jade Wiel fausse compagnie au peloton. Elle est reprise à cinquante kilomètres de la ligne et est contrée par Sarah Roy. Son avance atteint la minute quand Elena Pirrone effectue la jonction. Roy distance néanmoins Pirrone. Elle est reprise dans le début de la montée finale. Fem van Empel tente sans succès de sortir. Canyon-SRAM mène le peloton. Mavi Garcia accélère ensuite réduisant le peloton à un groupe de quelques favorites : Neve Bradbury, Juliette Labous, Niamh Fisher-Black, Lotte Kopecky, Elisa Longo Borghini et Gaia Realini. À deux kilomètres et demi de la fin, Cecilie Uttrup Ludwig  revient sur l'avant de la course et se met immédiatement en tête. C'est néanmoins Mavi Garcia qui parvient à s'isoler en tête. Niamh Fisher-Black revient ensuite seule. Dans une pente, la Néo-Zélandaise distance l'Espagnole et s'impose.
| \| Classement de l'étape \| Classement de l'étape \| Classement de l'étape \| Classement de l'étape \| Classement de l'étape \| \| Coureuse \| Coureuse \| Pays \| Équipe \| Temps \| \| --------------------- \| ---------------------------- \| --------------------- \| ------------------------- \| --------------------- \| \| 1re \| Niamh Fisher-Black \| Nouvelle-Zélande \| SD Worx-Protime \| 2 h 49 min 19 s \| \| 2e \| Lotte Kopecky \| Belgique \| SD Worx-Protime \| + 6 s \| \| 3e \| Juliette Labous \| France \| Team dsm-firmenich PostNL \| + 6 s \| \| 4e \| Elisa Longo Borghini \| Italie \| Lidl-Trek \| + 6 s \| \| 5e \| Pauliena Rooijakkers \| Pays-Bas \| Fenix-Deceuninck \| + 10 s \| \| 6e \| Mavi García \| Espagne \| Liv AlUla Jayco \| + 12 s \| \| 7e \| Neve Bradbury \| Australie \| Canyon-SRAM Racing \| + 14 s \| \| 8e \| Cecilie Uttrup Ludwig \| Danemark \| FDJ-Suez \| + 14 s \| \| 9e \| Antonia Niedermaier \| Allemagne \| Canyon-SRAM Racing \| + 17 s \| \| 10e \| Kimberley Le Court de Billot \| Maurice \| AG Insurance-Soudal Team \| + 24 s \| |                              |                  |                           |                 |
| |                              |                  |                           |                 |
| |                              |                  |                           |                 |
| Classement de l'étape |                              |                  |                           |                 |
| Coureuse | Coureuse                     | Pays             | Équipe                    | Temps           |
| 1re | Niamh Fisher-Black           | Nouvelle-Zélande | SD Worx-Protime           | 2 h 49 min 19 s |
| 2e | Lotte Kopecky                | Belgique         | SD Worx-Protime           | + 6 s           |
| 3e | Juliette Labous              | France           | Team dsm-firmenich PostNL | + 6 s           |
| 4e | Elisa Longo Borghini         | Italie           | Lidl-Trek                 | + 6 s           |
| 5e | Pauliena Rooijakkers         | Pays-Bas         | Fenix-Deceuninck          | + 10 s          |
| 6e | Mavi García                  | Espagne          | Liv AlUla Jayco           | + 12 s          |
| 7e | Neve Bradbury                | Australie        | Canyon-SRAM Racing        | + 14 s          |
| 8e | Cecilie Uttrup Ludwig        | Danemark         | FDJ-Suez                  | + 14 s          |
| 9e | Antonia Niedermaier          | Allemagne        | Canyon-SRAM Racing        | + 17 s          |
| 10e | Kimberley Le Court de Billot | Maurice          | AG Insurance-Soudal Team  | + 24 s          |

| \| Classement général \| Classement général \| Classement général \| Classement général \| Classement général \| \| Coureuse \| Coureuse \| Pays \| Équipe \| Temps \| \| ------------------ \| ---------------------------- \| ------------------ \| ------------------------- \| ------------------ \| \| 1re \| Elisa Longo Borghini \| Italie \| Lidl-Trek \| 5 h 52 min 00 s \| \| 2e \| Lotte Kopecky \| Belgique \| SD Worx-Protime \| + 13 s \| \| 3e \| Juliette Labous \| France \| Team dsm-firmenich PostNL \| + 25 s \| \| 4e \| Antonia Niedermaier \| Allemagne \| Canyon-SRAM Racing \| + 59 s \| \| 5e \| Niamh Fisher-Black \| Nouvelle-Zélande \| SD Worx-Protime \| + 1 min 00 s \| \| 6e \| Mavi García \| Espagne \| Liv AlUla Jayco \| + 1 min 26 s \| \| 7e \| Katrine Aalerud \| Norvège \| Uno-X Mobility \| + 1 min 27 s \| \| 8e \| Pauliena Rooijakkers \| Pays-Bas \| Fenix-Deceuninck \| + 1 min 27 s \| \| 9e \| Cecilie Uttrup Ludwig \| Danemark \| FDJ-Suez \| + 1 min 30 s \| \| 10e \| Kimberley Le Court de Billot \| Maurice \| AG Insurance-Soudal Team \| + 1 min 31 s \| |                              |                  |                           |                 |
| |                              |                  |                           |                 |
| |                              |                  |                           |                 |
| Classement général |                              |                  |                           |                 |
| Coureuse | Coureuse                     | Pays             | Équipe                    | Temps           |
| 1re | Elisa Longo Borghini         | Italie           | Lidl-Trek                 | 5 h 52 min 00 s |
| 2e | Lotte Kopecky                | Belgique         | SD Worx-Protime           | + 13 s          |
| 3e | Juliette Labous              | France           | Team dsm-firmenich PostNL | + 25 s          |
| 4e | Antonia Niedermaier          | Allemagne        | Canyon-SRAM Racing        | + 59 s          |
| 5e | Niamh Fisher-Black           | Nouvelle-Zélande | SD Worx-Protime           | + 1 min 00 s    |
| 6e | Mavi García                  | Espagne          | Liv AlUla Jayco           | + 1 min 26 s    |
| 7e | Katrine Aalerud              | Norvège          | Uno-X Mobility            | + 1 min 27 s    |
| 8e | Pauliena Rooijakkers         | Pays-Bas         | Fenix-Deceuninck          | + 1 min 27 s    |
| 9e | Cecilie Uttrup Ludwig        | Danemark         | FDJ-Suez                  | + 1 min 30 s    |
| 10e | Kimberley Le Court de Billot | Maurice          | AG Insurance-Soudal Team  | + 1 min 31 s    |

### 4eétape
| Imola - Urbino | étape vallonnée | (134 km) |

Carmela Cipriani, Silvia Zanardi et Alice Palazzi attaquent en début d'étape. Clara Emond et Ana Vitória Magalhães partent en poursuite et opèrent la jonction vingt kilomètres plus loin. L'avance maximale est de cinq minutes. Dans la côte vers Saint-Marin, à quarante-sept kilomètres de la fin, Emond et Magalhães accélèrent et distancent les autres coureuses échappées. Dans la descente, la première s'isole. Derrière, un groupe de quinze poursuivantes se forme. Depuis celui-ci, Élise Chabbey passe à l'offensive avec Erica Magnaldi. Kimberley Le Court de Billot rentre plus tard sur le groupe de poursuivantes. Chabbey et Magnaldi sont reprises à six kilomètres de la ligne. Emond reste néanmoins en tête et s'impose. Le groupe de poursuivantes se disloque dans la dernière montée et Soraya Paladin passe la ligne en second.
| \| Classement de l'étape \| Classement de l'étape \| Classement de l'étape \| Classement de l'étape \| Classement de l'étape \| \| Coureuse \| Coureuse \| Pays \| Équipe \| Temps \| \| --------------------- \| ---------------------------- \| --------------------- \| ------------------------ \| --------------------- \| \| 1re \| Clara Emond \| Canada \| EF-Oatly-Cannondale \| 3 h 35 min 45 s \| \| 2e \| Soraya Paladin \| Italie \| Canyon-SRAM Racing \| + 17 s \| \| 3e \| Cecilie Uttrup Ludwig \| Danemark \| FDJ-Suez \| + 20 s \| \| 4e \| Élise Chabbey \| Suisse \| Canyon-SRAM Racing \| + 26 s \| \| 5e \| Kimberley Le Court de Billot \| Maurice \| AG Insurance-Soudal Team \| + 28 s \| \| 6e \| Giada Borghesi \| Italie \| Human Powered Health \| + 35 s \| \| 7e \| Jelena Erić \| Serbie \| Movistar Team \| + 41 s \| \| 8e \| Elisa Longo Borghini \| Italie \| Lidl-Trek \| + 1 min 08 s \| \| 9e \| Lotte Kopecky \| Belgique \| SD Worx-Protime \| + 1 min 08 s \| \| 10e \| Mie Bjørndal Ottestad \| Norvège \| Uno-X Mobility \| + 1 min 12 s \| |                              |          |                          |                 |
| |                              |          |                          |                 |
| |                              |          |                          |                 |
| Classement de l'étape |                              |          |                          |                 |
| Coureuse | Coureuse                     | Pays     | Équipe                   | Temps           |
| 1re | Clara Emond                  | Canada   | EF-Oatly-Cannondale      | 3 h 35 min 45 s |
| 2e | Soraya Paladin               | Italie   | Canyon-SRAM Racing       | + 17 s          |
| 3e | Cecilie Uttrup Ludwig        | Danemark | FDJ-Suez                 | + 20 s          |
| 4e | Élise Chabbey                | Suisse   | Canyon-SRAM Racing       | + 26 s          |
| 5e | Kimberley Le Court de Billot | Maurice  | AG Insurance-Soudal Team | + 28 s          |
| 6e | Giada Borghesi               | Italie   | Human Powered Health     | + 35 s          |
| 7e | Jelena Erić                  | Serbie   | Movistar Team            | + 41 s          |
| 8e | Elisa Longo Borghini         | Italie   | Lidl-Trek                | + 1 min 08 s    |
| 9e | Lotte Kopecky                | Belgique | SD Worx-Protime          | + 1 min 08 s    |
| 10e | Mie Bjørndal Ottestad        | Norvège  | Uno-X Mobility           | + 1 min 12 s    |

| \| Classement général \| Classement général \| Classement général \| Classement général \| Classement général \| \| Coureuse \| Coureuse \| Pays \| Équipe \| Temps \| \| ------------------ \| ---------------------------- \| ------------------ \| ------------------------- \| ------------------ \| \| 1re \| Elisa Longo Borghini \| Italie \| Lidl-Trek \| 9 h 28 min 53 s \| \| 2e \| Lotte Kopecky \| Belgique \| SD Worx-Protime \| + 13 s \| \| 3e \| Cecilie Uttrup Ludwig \| Danemark \| FDJ-Suez \| + 38 s \| \| 4e \| Juliette Labous \| France \| Team dsm-firmenich PostNL \| + 49 s \| \| 5e \| Kimberley Le Court de Billot \| Maurice \| AG Insurance-Soudal Team \| + 51 s \| \| 6e \| Antonia Niedermaier \| Allemagne \| Canyon-SRAM Racing \| + 1 min 06 s \| \| 7e \| Niamh Fisher-Black \| Nouvelle-Zélande \| SD Worx-Protime \| + 1 min 07 s \| \| 8e \| Mavi García \| Espagne \| Liv AlUla Jayco \| + 1 min 33 s \| \| 9e \| Katrine Aalerud \| Norvège \| Uno-X Mobility \| + 1 min 34 s \| \| 10e \| Pauliena Rooijakkers \| Pays-Bas \| Fenix-Deceuninck \| + 1 min 34 s \| |                              |                  |                           |                 |
| |                              |                  |                           |                 |
| |                              |                  |                           |                 |
| Classement général |                              |                  |                           |                 |
| Coureuse | Coureuse                     | Pays             | Équipe                    | Temps           |
| 1re | Elisa Longo Borghini         | Italie           | Lidl-Trek                 | 9 h 28 min 53 s |
| 2e | Lotte Kopecky                | Belgique         | SD Worx-Protime           | + 13 s          |
| 3e | Cecilie Uttrup Ludwig        | Danemark         | FDJ-Suez                  | + 38 s          |
| 4e | Juliette Labous              | France           | Team dsm-firmenich PostNL | + 49 s          |
| 5e | Kimberley Le Court de Billot | Maurice          | AG Insurance-Soudal Team  | + 51 s          |
| 6e | Antonia Niedermaier          | Allemagne        | Canyon-SRAM Racing        | + 1 min 06 s    |
| 7e | Niamh Fisher-Black           | Nouvelle-Zélande | SD Worx-Protime           | + 1 min 07 s    |
| 8e | Mavi García                  | Espagne          | Liv AlUla Jayco           | + 1 min 33 s    |
| 9e | Katrine Aalerud              | Norvège          | Uno-X Mobility            | + 1 min 34 s    |
| 10e | Pauliena Rooijakkers         | Pays-Bas         | Fenix-Deceuninck          | + 1 min 34 s    |

### 5eétape
| Frontone - Foligno | étape de plaine | (111 km) |

La formation SD Worx contrôle la course. Cristina Tonetti est brièvement échappée, tout comme  Alessia Vigilia. Jelena Erić tente avec Nora Jenčušová sans plus de succès. Ana Vitória Magalhães sort à quarante-cinq kilomètres de la fin et prend quarante secondes d'avance. Elle est reprise dix kilomètres plus loin. Marta Jaskulska contre et reste en tête jusqu'à huit kilomètres de la ligne. La formation SD Worx emmène le sprint pour Lotte Kopecky, qui termine le travail de son équipe sans difficulté.
| \| Classement de l'étape \| Classement de l'étape \| Classement de l'étape \| Classement de l'étape \| Classement de l'étape \| \| Coureuse \| Coureuse \| Pays \| Équipe \| Temps \| \| --------------------- \| --------------------- \| --------------------- \| ------------------------------- \| --------------------- \| \| 1re \| Lotte Kopecky \| Belgique \| SD Worx-Protime \| 2 h 38 min 54 s \| \| 2e \| Chiara Consonni \| Italie \| UAE Team ADQ \| + 0 s \| \| 3e \| Arlenis Sierra \| Cuba \| Movistar Team \| + 0 s \| \| 4e \| Kathrin Schweinberger \| Autriche \| Ceratizit-WNT Pro Cycling \| + 0 s \| \| 5e \| Barbara Guarischi \| Italie \| SD Worx-Protime \| + 0 s \| \| 6e \| Vittoria Guazzini \| Italie \| FDJ-Suez \| + 0 s \| \| 7e \| Ruby Roseman-Gannon \| Australie \| Liv AlUla Jayco \| + 0 s \| \| 8e \| Martina Alzini \| Italie \| Cofidis \| + 0 s \| \| 9e \| Laura Tomasi \| Italie \| Laboral Kutxa-Fundación Euskadi \| + 0 s \| \| 10e \| Franziska Koch \| Allemagne \| Team dsm-firmenich PostNL \| + 0 s \| |                       |           |                                 |                 |
| |                       |           |                                 |                 |
| |                       |           |                                 |                 |
| Classement de l'étape |                       |           |                                 |                 |
| Coureuse | Coureuse              | Pays      | Équipe                          | Temps           |
| 1re | Lotte Kopecky         | Belgique  | SD Worx-Protime                 | 2 h 38 min 54 s |
| 2e | Chiara Consonni       | Italie    | UAE Team ADQ                    | + 0 s           |
| 3e | Arlenis Sierra        | Cuba      | Movistar Team                   | + 0 s           |
| 4e | Kathrin Schweinberger | Autriche  | Ceratizit-WNT Pro Cycling       | + 0 s           |
| 5e | Barbara Guarischi     | Italie    | SD Worx-Protime                 | + 0 s           |
| 6e | Vittoria Guazzini     | Italie    | FDJ-Suez                        | + 0 s           |
| 7e | Ruby Roseman-Gannon   | Australie | Liv AlUla Jayco                 | + 0 s           |
| 8e | Martina Alzini        | Italie    | Cofidis                         | + 0 s           |
| 9e | Laura Tomasi          | Italie    | Laboral Kutxa-Fundación Euskadi | + 0 s           |
| 10e | Franziska Koch        | Allemagne | Team dsm-firmenich PostNL       | + 0 s           |

| \| Classement général \| Classement général \| Classement général \| Classement général \| Classement général \| \| Coureuse \| Coureuse \| Pays \| Équipe \| Temps \| \| ------------------ \| ---------------------------- \| ------------------ \| ------------------------- \| ------------------ \| \| 1re \| Elisa Longo Borghini \| Italie \| Lidl-Trek \| 12 h 07 min 47 s \| \| 2e \| Lotte Kopecky \| Belgique \| SD Worx-Protime \| + 3 s \| \| 3e \| Cecilie Uttrup Ludwig \| Danemark \| FDJ-Suez \| + 38 s \| \| 4e \| Juliette Labous \| France \| Team dsm-firmenich PostNL \| + 49 s \| \| 5e \| Kimberley Le Court de Billot \| Maurice \| AG Insurance-Soudal Team \| + 51 s \| \| 6e \| Antonia Niedermaier \| Allemagne \| Canyon-SRAM Racing \| + 1 min 06 s \| \| 7e \| Niamh Fisher-Black \| Nouvelle-Zélande \| SD Worx-Protime \| + 1 min 07 s \| \| 8e \| Mavi García \| Espagne \| Liv AlUla Jayco \| + 1 min 33 s \| \| 9e \| Katrine Aalerud \| Norvège \| Uno-X Mobility \| + 1 min 34 s \| \| 10e \| Pauliena Rooijakkers \| Pays-Bas \| Fenix-Deceuninck \| + 1 min 34 s \| |                              |                  |                           |                  |
| |                              |                  |                           |                  |
| |                              |                  |                           |                  |
| Classement général |                              |                  |                           |                  |
| Coureuse | Coureuse                     | Pays             | Équipe                    | Temps            |
| 1re | Elisa Longo Borghini         | Italie           | Lidl-Trek                 | 12 h 07 min 47 s |
| 2e | Lotte Kopecky                | Belgique         | SD Worx-Protime           | + 3 s            |
| 3e | Cecilie Uttrup Ludwig        | Danemark         | FDJ-Suez                  | + 38 s           |
| 4e | Juliette Labous              | France           | Team dsm-firmenich PostNL | + 49 s           |
| 5e | Kimberley Le Court de Billot | Maurice          | AG Insurance-Soudal Team  | + 51 s           |
| 6e | Antonia Niedermaier          | Allemagne        | Canyon-SRAM Racing        | + 1 min 06 s     |
| 7e | Niamh Fisher-Black           | Nouvelle-Zélande | SD Worx-Protime           | + 1 min 07 s     |
| 8e | Mavi García                  | Espagne          | Liv AlUla Jayco           | + 1 min 33 s     |
| 9e | Katrine Aalerud              | Norvège          | Uno-X Mobility            | + 1 min 34 s     |
| 10e | Pauliena Rooijakkers         | Pays-Bas         | Fenix-Deceuninck          | + 1 min 34 s     |

### 6eétape
| San Benedetto del Tronto - Chieti | étape vallonnée | (155 km) |

À quarante kilomètres de l'arrivée, une chute dans le peloton provoque une cassure. Un quatuor se retrouve alors à l'avant : Liane Lippert, Ruth Edwards, Erica Magnaldi et Ane Santesteban. Elles ont deux minutes quarante d'avance au pied de la dernière difficulté du jour. Dans celle-ci, Santesteban est distancée. Le trio restant se dispute la victoire au sprint et Lippert s'impose.
| \| Classement de l'étape \| Classement de l'étape \| Classement de l'étape \| Classement de l'étape \| Classement de l'étape \| \| Coureuse \| Coureuse \| Pays \| Équipe \| Temps \| \| --------------------- \| --------------------- \| --------------------- \| ------------------------- \| --------------------- \| \| 1re \| Liane Lippert \| Allemagne \| Movistar Team \| 4 h 16 min 21 s \| \| 2e \| Ruth Edwards \| États-Unis \| Human Powered Health \| + 0 s \| \| 3e \| Erica Magnaldi \| Italie \| UAE Team ADQ \| + 1 s \| \| 4e \| Elisa Longo Borghini \| Italie \| Lidl-Trek \| + 21 s \| \| 5e \| Neve Bradbury \| Australie \| Canyon-SRAM Racing \| + 21 s \| \| 6e \| Juliette Labous \| France \| Team dsm-firmenich PostNL \| + 21 s \| \| 7e \| Lotte Kopecky \| Belgique \| SD Worx-Protime \| + 21 s \| \| 8e \| Antonia Niedermaier \| Allemagne \| Canyon-SRAM Racing \| + 21 s \| \| 9e \| Cecilie Uttrup Ludwig \| Danemark \| FDJ-Suez \| + 21 s \| \| 10e \| Mavi García \| Espagne \| Liv AlUla Jayco \| + 21 s \| |                       |            |                           |                 |
| |                       |            |                           |                 |
| |                       |            |                           |                 |
| Classement de l'étape |                       |            |                           |                 |
| Coureuse | Coureuse              | Pays       | Équipe                    | Temps           |
| 1re | Liane Lippert         | Allemagne  | Movistar Team             | 4 h 16 min 21 s |
| 2e | Ruth Edwards          | États-Unis | Human Powered Health      | + 0 s           |
| 3e | Erica Magnaldi        | Italie     | UAE Team ADQ              | + 1 s           |
| 4e | Elisa Longo Borghini  | Italie     | Lidl-Trek                 | + 21 s          |
| 5e | Neve Bradbury         | Australie  | Canyon-SRAM Racing        | + 21 s          |
| 6e | Juliette Labous       | France     | Team dsm-firmenich PostNL | + 21 s          |
| 7e | Lotte Kopecky         | Belgique   | SD Worx-Protime           | + 21 s          |
| 8e | Antonia Niedermaier   | Allemagne  | Canyon-SRAM Racing        | + 21 s          |
| 9e | Cecilie Uttrup Ludwig | Danemark   | FDJ-Suez                  | + 21 s          |
| 10e | Mavi García           | Espagne    | Liv AlUla Jayco           | + 21 s          |

| \| Classement général \| Classement général \| Classement général \| Classement général \| Classement général \| \| Coureuse \| Coureuse \| Pays \| Équipe \| Temps \| \| ------------------ \| ---------------------------- \| ------------------ \| ------------------------- \| ------------------ \| \| 1re \| Elisa Longo Borghini \| Italie \| Lidl-Trek \| 16 h 24 min 29 s \| \| 2e \| Lotte Kopecky \| Belgique \| SD Worx-Protime \| + 3 s \| \| 3e \| Cecilie Uttrup Ludwig \| Danemark \| FDJ-Suez \| + 38 s \| \| 4e \| Juliette Labous \| France \| Team dsm-firmenich PostNL \| + 49 s \| \| 5e \| Antonia Niedermaier \| Allemagne \| Canyon-SRAM Racing \| + 1 min 06 s \| \| 6e \| Kimberley Le Court de Billot \| Maurice \| AG Insurance-Soudal Team \| + 1 min 28 s \| \| 7e \| Niamh Fisher-Black \| Nouvelle-Zélande \| SD Worx-Protime \| + 1 min 29 s \| \| 8e \| Mavi García \| Espagne \| Liv AlUla Jayco \| + 1 min 33 s \| \| 9e \| Pauliena Rooijakkers \| Pays-Bas \| Fenix-Deceuninck \| + 1 min 34 s \| \| 10e \| Gaia Realini \| Italie \| Lidl-Trek \| + 1 min 44 s \| |                              |                  |                           |                  |
| |                              |                  |                           |                  |
| |                              |                  |                           |                  |
| Classement général |                              |                  |                           |                  |
| Coureuse | Coureuse                     | Pays             | Équipe                    | Temps            |
| 1re | Elisa Longo Borghini         | Italie           | Lidl-Trek                 | 16 h 24 min 29 s |
| 2e | Lotte Kopecky                | Belgique         | SD Worx-Protime           | + 3 s            |
| 3e | Cecilie Uttrup Ludwig        | Danemark         | FDJ-Suez                  | + 38 s           |
| 4e | Juliette Labous              | France           | Team dsm-firmenich PostNL | + 49 s           |
| 5e | Antonia Niedermaier          | Allemagne        | Canyon-SRAM Racing        | + 1 min 06 s     |
| 6e | Kimberley Le Court de Billot | Maurice          | AG Insurance-Soudal Team  | + 1 min 28 s     |
| 7e | Niamh Fisher-Black           | Nouvelle-Zélande | SD Worx-Protime           | + 1 min 29 s     |
| 8e | Mavi García                  | Espagne          | Liv AlUla Jayco           | + 1 min 33 s     |
| 9e | Pauliena Rooijakkers         | Pays-Bas         | Fenix-Deceuninck          | + 1 min 34 s     |
| 10e | Gaia Realini                 | Italie           | Lidl-Trek                 | + 1 min 44 s     |

### 7eétape
| Lanciano - Blockhaus | étape de montagne | (123 km) |

Claire Steels  est la première échappée. Clara Emond abandonne à cause de la forte chaleur. Le Passo Lanciano provoque une sélection et elles sont vingt-quatre au sommet. Au pied du Blockhaus, Gaia Realini mène le groupe provoquant une nouvelle sélection. Rapidement le groupe de tête est constitué de : Elisa Longo Borghini, Lotte Kopecky, Neve Bradbury, Antonia Niedermaier, Pauliena Rooijakkers, Niamh Fisher-Black, Mavi García, Urška Žigart, Cecilie Uttrup Ludwig et Juliette Labous. Cette dernière est ensuite distancée, mais revient à son rythme par la suite. Uttrup Ludwig et Žigart perdent par contre pied. Bradbury attaque un peu avant les dix kilomètres. Rooijakkers, Longo Borghini, Kopecky et Niedermaier la rejoignent. L'Australienne attaque une seconde fois à neuf kilomètres du but et s'isole. Plus loin, Niedermaier doit lâcher prise. Longo Borghini accélère plusieurs fois dans la montée, mais Kopecky parvient à suivre. Rooijakkers est néanmoins distancée à chaque fois avant de revenir au courage à chaque fois. Bradbury s'impose. Kopecky devance Longo Borghini au sprint et revient ainsi à une seconde au classement général par le jeu des bonifications.
| \| Classement de l'étape \| Classement de l'étape \| Classement de l'étape \| Classement de l'étape \| Classement de l'étape \| \| Coureuse \| Coureuse \| Pays \| Équipe \| Temps \| \| --------------------- \| --------------------- \| --------------------- \| ------------------------- \| --------------------- \| \| 1re \| Neve Bradbury \| Australie \| Canyon-SRAM Racing \| 4 h 17 min 34 s \| \| 2e \| Lotte Kopecky \| Belgique \| SD Worx-Protime \| + 44 s \| \| 3e \| Elisa Longo Borghini \| Italie \| Lidl-Trek \| + 44 s \| \| 4e \| Pauliena Rooijakkers \| Pays-Bas \| Fenix-Deceuninck \| + 1 min 07 s \| \| 5e \| Antonia Niedermaier \| Allemagne \| Canyon-SRAM Racing \| + 2 min 02 s \| \| 6e \| Juliette Labous \| France \| Team dsm-firmenich PostNL \| + 2 min 02 s \| \| 7e \| Niamh Fisher-Black \| Nouvelle-Zélande \| SD Worx-Protime \| + 2 min 05 s \| \| 8e \| Gaia Realini \| Italie \| Lidl-Trek \| + 2 min 15 s \| \| 9e \| Mareille Meijering \| Pays-Bas \| Movistar Team \| + 4 min 20 s \| \| 10e \| Mavi García \| Espagne \| Liv AlUla Jayco \| + 4 min 20 s \| |                      |                  |                           |                 |
| |                      |                  |                           |                 |
| |                      |                  |                           |                 |
| Classement de l'étape |                      |                  |                           |                 |
| Coureuse | Coureuse             | Pays             | Équipe                    | Temps           |
| 1re | Neve Bradbury        | Australie        | Canyon-SRAM Racing        | 4 h 17 min 34 s |
| 2e | Lotte Kopecky        | Belgique         | SD Worx-Protime           | + 44 s          |
| 3e | Elisa Longo Borghini | Italie           | Lidl-Trek                 | + 44 s          |
| 4e | Pauliena Rooijakkers | Pays-Bas         | Fenix-Deceuninck          | + 1 min 07 s    |
| 5e | Antonia Niedermaier  | Allemagne        | Canyon-SRAM Racing        | + 2 min 02 s    |
| 6e | Juliette Labous      | France           | Team dsm-firmenich PostNL | + 2 min 02 s    |
| 7e | Niamh Fisher-Black   | Nouvelle-Zélande | SD Worx-Protime           | + 2 min 05 s    |
| 8e | Gaia Realini         | Italie           | Lidl-Trek                 | + 2 min 15 s    |
| 9e | Mareille Meijering   | Pays-Bas         | Movistar Team             | + 4 min 20 s    |
| 10e | Mavi García          | Espagne          | Liv AlUla Jayco           | + 4 min 20 s    |

| \| Classement général \| Classement général \| Classement général \| Classement général \| Classement général \| \| Coureuse \| Coureuse \| Pays \| Équipe \| Temps \| \| ------------------ \| --------------------- \| ------------------ \| ------------------------- \| ------------------ \| \| 1re \| Elisa Longo Borghini \| Italie \| Lidl-Trek \| 20 h 42 min 43 s \| \| 2e \| Lotte Kopecky \| Belgique \| SD Worx-Protime \| + 1 s \| \| 3e \| Neve Bradbury \| Australie \| Canyon-SRAM Racing \| + 1 min 12 s \| \| 4e \| Pauliena Rooijakkers \| Pays-Bas \| Fenix-Deceuninck \| + 2 min 01 s \| \| 5e \| Juliette Labous \| France \| Team dsm-firmenich PostNL \| + 2 min 11 s \| \| 6e \| Antonia Niedermaier \| Allemagne \| Canyon-SRAM Racing \| + 2 min 28 s \| \| 7e \| Niamh Fisher-Black \| Nouvelle-Zélande \| SD Worx-Protime \| + 2 min 54 s \| \| 8e \| Gaia Realini \| Italie \| Lidl-Trek \| + 3 min 19 s \| \| 9e \| Cecilie Uttrup Ludwig \| Danemark \| FDJ-Suez \| + 4 min 18 s \| \| 10e \| Mavi García \| Espagne \| Liv AlUla Jayco \| + 5 min 13 s \| |                       |                  |                           |                  |
| |                       |                  |                           |                  |
| |                       |                  |                           |                  |
| Classement général |                       |                  |                           |                  |
| Coureuse | Coureuse              | Pays             | Équipe                    | Temps            |
| 1re | Elisa Longo Borghini  | Italie           | Lidl-Trek                 | 20 h 42 min 43 s |
| 2e | Lotte Kopecky         | Belgique         | SD Worx-Protime           | + 1 s            |
| 3e | Neve Bradbury         | Australie        | Canyon-SRAM Racing        | + 1 min 12 s     |
| 4e | Pauliena Rooijakkers  | Pays-Bas         | Fenix-Deceuninck          | + 2 min 01 s     |
| 5e | Juliette Labous       | France           | Team dsm-firmenich PostNL | + 2 min 11 s     |
| 6e | Antonia Niedermaier   | Allemagne        | Canyon-SRAM Racing        | + 2 min 28 s     |
| 7e | Niamh Fisher-Black    | Nouvelle-Zélande | SD Worx-Protime           | + 2 min 54 s     |
| 8e | Gaia Realini          | Italie           | Lidl-Trek                 | + 3 min 19 s     |
| 9e | Cecilie Uttrup Ludwig | Danemark         | FDJ-Suez                  | + 4 min 18 s     |
| 10e | Mavi García           | Espagne          | Liv AlUla Jayco           | + 5 min 13 s     |

### 8eétape
| Pescara - L'Aquila | étape de montagne | (109 km) |

Asia Zontone, Loes Adegeest et Lieke Nooijen  forment la première échappée, elles sont reprises avant le premier sprint intermédiaire. La côte de Forca di Penne permet à Lucinda Brand, Claire Steels, Katrine Aalerud bientôt suivies par Justine Ghekiere de sortir. Leur avance ne dépasse pas trente secondes néanmoins avant d'être reprises dans la descente du Castel del Monte. Brodie Chapman tente seule, sans succès. Ruth Edwards et Juliette Labous essayent de partir, mais Pauliena Rooijakkers les marque. Le Court est la suivante à attaquer, mais de nouveau cela est voué à l'échec. Dans la descente, Edwards, Franziska Koch et Le Court de Billot attaquent et ne sont plus reprises. Grace Brown et Loes Adegeest partent en poursuite sans succès. Dans la côte finale, Elisa Longo Borghini parvient à distancer Kopecky pour s'adjuger le Tour d'Italie. L'échappée se départage au sprint la victoire d'étape et Le Court de Bîllot s'impose.
| \| Classement de l'étape \| Classement de l'étape \| Classement de l'étape \| Classement de l'étape \| Classement de l'étape \| \| Coureuse \| Coureuse \| Pays \| Équipe \| Temps \| \| --------------------- \| ---------------------------- \| --------------------- \| ------------------------- \| --------------------- \| \| 1re \| Kimberley Le Court de Billot \| Maurice \| AG Insurance-Soudal Team \| 3 h 19 min 08 s \| \| 2e \| Ruth Edwards \| États-Unis \| Human Powered Health \| + 0 s \| \| 3e \| Franziska Koch \| Allemagne \| Team dsm-firmenich PostNL \| + 0 s \| \| 4e \| Elisa Longo Borghini \| Italie \| Lidl-Trek \| + 25 s \| \| 5e \| Juliette Labous \| France \| Team dsm-firmenich PostNL \| + 29 s \| \| 6e \| Pauliena Rooijakkers \| Pays-Bas \| Fenix-Deceuninck \| + 29 s \| \| 7e \| Neve Bradbury \| Australie \| Canyon-SRAM Racing \| + 29 s \| \| 8e \| Mavi García \| Espagne \| Liv AlUla Jayco \| + 29 s \| \| 9e \| Mareille Meijering \| Pays-Bas \| Movistar Team \| + 32 s \| \| 10e \| Justine Ghekiere \| Belgique \| AG Insurance-Soudal Team \| + 32 s \| |                              |            |                           |                 |
| |                              |            |                           |                 |
| |                              |            |                           |                 |
| Classement de l'étape |                              |            |                           |                 |
| Coureuse | Coureuse                     | Pays       | Équipe                    | Temps           |
| 1re | Kimberley Le Court de Billot | Maurice    | AG Insurance-Soudal Team  | 3 h 19 min 08 s |
| 2e | Ruth Edwards                 | États-Unis | Human Powered Health      | + 0 s           |
| 3e | Franziska Koch               | Allemagne  | Team dsm-firmenich PostNL | + 0 s           |
| 4e | Elisa Longo Borghini         | Italie     | Lidl-Trek                 | + 25 s          |
| 5e | Juliette Labous              | France     | Team dsm-firmenich PostNL | + 29 s          |
| 6e | Pauliena Rooijakkers         | Pays-Bas   | Fenix-Deceuninck          | + 29 s          |
| 7e | Neve Bradbury                | Australie  | Canyon-SRAM Racing        | + 29 s          |
| 8e | Mavi García                  | Espagne    | Liv AlUla Jayco           | + 29 s          |
| 9e | Mareille Meijering           | Pays-Bas   | Movistar Team             | + 32 s          |
| 10e | Justine Ghekiere             | Belgique   | AG Insurance-Soudal Team  | + 32 s          |

## Classements finals

### Classement général final
| \| Classement général \| Classement général \| Classement général \| Classement général \| Classement général \| \| Coureuse \| Coureuse \| Pays \| Équipe \| Temps \| \| ------------------ \| --------------------- \| ------------------ \| ------------------------- \| ------------------ \| \| 1re \| Elisa Longo Borghini \| Italie \| Lidl-Trek \| 24 h 02 min 16 s \| \| 2e \| Lotte Kopecky \| Belgique \| SD Worx-Protime \| + 21 s \| \| 3e \| Neve Bradbury \| Australie \| Canyon-SRAM Racing \| + 1 min 16 s \| \| 4e \| Pauliena Rooijakkers \| Pays-Bas \| Fenix-Deceuninck \| + 2 min 05 s \| \| 5e \| Juliette Labous \| France \| Team dsm-firmenich PostNL \| + 2 min 15 s \| \| 6e \| Antonia Niedermaier \| Allemagne \| Canyon-SRAM Racing \| + 2 min 41 s \| \| 7e \| Gaia Realini \| Italie \| Lidl-Trek \| + 3 min 41 s \| \| 8e \| Cecilie Uttrup Ludwig \| Danemark \| FDJ-Suez \| + 4 min 31 s \| \| 9e \| Mavi García \| Espagne \| Liv AlUla Jayco \| + 5 min 17 s \| \| 10e \| Niamh Fisher-Black \| Nouvelle-Zélande \| SD Worx-Protime \| + 5 min 55 s \| |                       |                  |                           |                  |
| |                       |                  |                           |                  |
| Source : ProCyclingStats |                       |                  |                           |                  |
| Classement général |                       |                  |                           |                  |
| Coureuse | Coureuse              | Pays             | Équipe                    | Temps            |
| 1re | Elisa Longo Borghini  | Italie           | Lidl-Trek                 | 24 h 02 min 16 s |
| 2e | Lotte Kopecky         | Belgique         | SD Worx-Protime           | + 21 s           |
| 3e | Neve Bradbury         | Australie        | Canyon-SRAM Racing        | + 1 min 16 s     |
| 4e | Pauliena Rooijakkers  | Pays-Bas         | Fenix-Deceuninck          | + 2 min 05 s     |
| 5e | Juliette Labous       | France           | Team dsm-firmenich PostNL | + 2 min 15 s     |
| 6e | Antonia Niedermaier   | Allemagne        | Canyon-SRAM Racing        | + 2 min 41 s     |
| 7e | Gaia Realini          | Italie           | Lidl-Trek                 | + 3 min 41 s     |
| 8e | Cecilie Uttrup Ludwig | Danemark         | FDJ-Suez                  | + 4 min 31 s     |
| 9e | Mavi García           | Espagne          | Liv AlUla Jayco           | + 5 min 17 s     |
| 10e | Niamh Fisher-Black    | Nouvelle-Zélande | SD Worx-Protime           | + 5 min 55 s     |

### Points attribués
| Position           | 1er | 2e  | 3e  | 4e  | 5e  | 6e  | 7e  | 8e  | 9e | 10e | 11e | 12e | 13e | 14e | 15e | 16e à 20e | 21e à 30e | 31e à 40e |
| Classement général | 400 | 320 | 260 | 220 | 180 | 140 | 120 | 100 | 80 | 68  | 56  | 48  | 40  | 32  | 28  | 24        | 16        | 8         |
| Par étape          | 50  | 40  | 30  | 24  | 20  | 18  | 15  | 10  | 8  | 6   |     |     |     |     |     |           |           |           |
| Leader, par étape  | 8   |     |     |     |     |     |     |     |    |     |     |     |     |     |     |           |           |           |
| Meilleure jeune    | 6   | 4   | 2   |     |     |     |     |     |    |     |     |     |     |     |     |           |           |           |

### Classements annexes
| Classement par points | Classement par points        | Classement par points | Classement par points     | Classement par points |
| Coureuse              | Coureuse                     | Pays                  | Équipe                    | Points                |
| --------------------- | ---------------------------- | --------------------- | ------------------------- | --------------------- |
| 1re                   | Lotte Kopecky                | Belgique              | SD Worx-Protime           | 154 pts               |
| 2e                    | Elisa Longo Borghini         | Italie                | Lidl-Trek                 | 68 pts                |
| 3e                    | Niamh Fisher-Black           | Nouvelle-Zélande      | SD Worx-Protime           | 59 pts                |
| 4e                    | Arlenis Sierra               | Cuba                  | Movistar Team             | 55 pts                |
| 5e                    | Silvia Zanardi               | Italie                | Human Powered Health      | 51 pts                |
| 6e                    | Kimberley Le Court de Billot | Maurice               | AG Insurance-Soudal Team  | 47 pts                |
| 7e                    | Soraya Paladin               | Italie                | Canyon-SRAM Racing        | 40 pts                |
| 8e                    | Juliette Labous              | France                | Team dsm-firmenich PostNL | 39 pts                |
| 9e                    | Neve Bradbury                | Australie             | Canyon-SRAM Racing        | 35 pts                |
| 10e                   | Cecilie Uttrup Ludwig        | Danemark              | FDJ-Suez                  | 35 pts                |

| Classement par points | Classement par points        | Classement par points | Classement par points     | Classement par points |
| Coureuse              | Coureuse                     | Pays                  | Équipe                    | Points                |
| --------------------- | ---------------------------- | --------------------- | ------------------------- | --------------------- |
| 1re                   | Lotte Kopecky                | Belgique              | SD Worx-Protime           | 154 pts               |
| 2e                    | Elisa Longo Borghini         | Italie                | Lidl-Trek                 | 68 pts                |
| 3e                    | Niamh Fisher-Black           | Nouvelle-Zélande      | SD Worx-Protime           | 59 pts                |
| 4e                    | Arlenis Sierra               | Cuba                  | Movistar Team             | 55 pts                |
| 5e                    | Silvia Zanardi               | Italie                | Human Powered Health      | 51 pts                |
| 6e                    | Kimberley Le Court de Billot | Maurice               | AG Insurance-Soudal Team  | 47 pts                |
| 7e                    | Soraya Paladin               | Italie                | Canyon-SRAM Racing        | 40 pts                |
| 8e                    | Juliette Labous              | France                | Team dsm-firmenich PostNL | 39 pts                |
| 9e                    | Neve Bradbury                | Australie             | Canyon-SRAM Racing        | 35 pts                |
| 10e                   | Cecilie Uttrup Ludwig        | Danemark              | FDJ-Suez                  | 35 pts                |

| Classement de la montagne | Classement de la montagne | Classement de la montagne | Classement de la montagne | Classement de la montagne |
| Coureuse                  | Coureuse                  | Pays                      | Équipe                    | Points                    |
| ------------------------- | ------------------------- | ------------------------- | ------------------------- | ------------------------- |
| 1re                       | Justine Ghekiere          | Belgique                  | AG Insurance-Soudal Team  | 68 pts                    |
| 2e                        | Lotte Kopecky             | Belgique                  | SD Worx-Protime           | 35 pts                    |
| 3e                        | Neve Bradbury             | Australie                 | Canyon-SRAM Racing        | 30 pts                    |
| 4e                        | Elisa Longo Borghini      | Italie                    | Lidl-Trek                 | 25 pts                    |
| 5e                        | Pauliena Rooijakkers      | Pays-Bas                  | Fenix-Deceuninck          | 22 pts                    |
| 6e                        | Antonia Niedermaier       | Allemagne                 | Canyon-SRAM Racing        | 22 pts                    |
| 7e                        | Niamh Fisher-Black        | Nouvelle-Zélande          | SD Worx-Protime           | 20 pts                    |
| 8e                        | Lucinda Brand             | Pays-Bas                  | Lidl-Trek                 | 16 pts                    |
| 9e                        | Ana Vitória Magalhães     | Brésil                    | Bepink-Bongioanni         | 13 pts                    |
| 10e                       | Gaia Realini              | Italie                    | Lidl-Trek                 | 11 pts                    |

| Classement de la montagne | Classement de la montagne | Classement de la montagne | Classement de la montagne | Classement de la montagne |
| Coureuse                  | Coureuse                  | Pays                      | Équipe                    | Points                    |
| ------------------------- | ------------------------- | ------------------------- | ------------------------- | ------------------------- |
| 1re                       | Justine Ghekiere          | Belgique                  | AG Insurance-Soudal Team  | 68 pts                    |
| 2e                        | Lotte Kopecky             | Belgique                  | SD Worx-Protime           | 35 pts                    |
| 3e                        | Neve Bradbury             | Australie                 | Canyon-SRAM Racing        | 30 pts                    |
| 4e                        | Elisa Longo Borghini      | Italie                    | Lidl-Trek                 | 25 pts                    |
| 5e                        | Pauliena Rooijakkers      | Pays-Bas                  | Fenix-Deceuninck          | 22 pts                    |
| 6e                        | Antonia Niedermaier       | Allemagne                 | Canyon-SRAM Racing        | 22 pts                    |
| 7e                        | Niamh Fisher-Black        | Nouvelle-Zélande          | SD Worx-Protime           | 20 pts                    |
| 8e                        | Lucinda Brand             | Pays-Bas                  | Lidl-Trek                 | 16 pts                    |
| 9e                        | Ana Vitória Magalhães     | Brésil                    | Bepink-Bongioanni         | 13 pts                    |
| 10e                       | Gaia Realini              | Italie                    | Lidl-Trek                 | 11 pts                    |

| Classement du meilleur jeune | Classement du meilleur jeune | Classement du meilleur jeune | Classement du meilleur jeune | Classement du meilleur jeune |
| Coureuse                     | Coureuse                     | Pays                         | Équipe                       | Temps                        |
| ---------------------------- | ---------------------------- | ---------------------------- | ---------------------------- | ---------------------------- |
| 1re                          | Neve Bradbury                | Australie                    | Canyon-SRAM Racing           | 24 h 03 min 32 s             |
| 2e                           | Antonia Niedermaier          | Allemagne                    | Canyon-SRAM Racing           | + 1 min 25 s                 |
| 3e                           | Solbjørk Minke Anderson      | Danemark                     | Uno-X Mobility               | + 18 min 02 s                |
| 4e                           | Elisa Valtulini              | Italie                       | Bepink-Bongioanni            | + 44 min 27 s                |
| 5e                           | Eleonora Gasparrini          | Italie                       | UAE Team ADQ                 | + 58 min 46 s                |

| Classement du meilleur jeune | Classement du meilleur jeune | Classement du meilleur jeune | Classement du meilleur jeune | Classement du meilleur jeune |
| Coureuse                     | Coureuse                     | Pays                         | Équipe                       | Temps                        |
| ---------------------------- | ---------------------------- | ---------------------------- | ---------------------------- | ---------------------------- |
| 1re                          | Neve Bradbury                | Australie                    | Canyon-SRAM Racing           | 24 h 03 min 32 s             |
| 2e                           | Antonia Niedermaier          | Allemagne                    | Canyon-SRAM Racing           | + 1 min 25 s                 |
| 3e                           | Solbjørk Minke Anderson      | Danemark                     | Uno-X Mobility               | + 18 min 02 s                |
| 4e                           | Elisa Valtulini              | Italie                       | Bepink-Bongioanni            | + 44 min 27 s                |
| 5e                           | Eleonora Gasparrini          | Italie                       | UAE Team ADQ                 | + 58 min 46 s                |

## Évolution des classements
| Étape              |                             | Vainqueur _                  | Classement général   | Classement par points | Meilleure grimpeuse   | Meilleure jeune     | Meilleure équipe _ |
| ------------------ | --------------------------- | ---------------------------- | -------------------- | --------------------- | --------------------- | ------------------- | ------------------ |
| 1re étape          | contre-la-montre individuel | Elisa Longo Borghini         | Elisa Longo Borghini | Elisa Longo Borghini  | non attribué          | Antonia Niedermaier | Lidl-Trek          |
| 2e étape           | étape de plaine             | Chiara Consonni              | Elisa Longo Borghini | Chiara Consonni       | Ana Vitória Magalhães | Antonia Niedermaier | Lidl-Trek          |
| 3e étape           | étape vallonnée             | Niamh Fisher-Black           | Elisa Longo Borghini | Lotte Kopecky         | Niamh Fisher-Black    | Antonia Niedermaier | Lidl-Trek          |
| 4e étape           | étape vallonnée             | Clara Emond                  | Elisa Longo Borghini | Lotte Kopecky         | Clara Emond           | Antonia Niedermaier | Canyon-SRAM Racing |
| 5e étape           | étape de plaine             | Lotte Kopecky                | Elisa Longo Borghini | Lotte Kopecky         | Clara Emond           | Antonia Niedermaier | Canyon-SRAM Racing |
| 6e étape           | étape vallonnée             | Liane Lippert                | Elisa Longo Borghini | Lotte Kopecky         | Clara Emond           | Antonia Niedermaier | Liv AlUla Jayco    |
| 7e étape           | étape de montagne           | Neve Bradbury                | Elisa Longo Borghini | Lotte Kopecky         | Justine Ghekiere      | Neve Bradbury       | Liv AlUla Jayco    |
| 8e étape           | étape de montagne           | Kimberley Le Court de Billot | Elisa Longo Borghini | Lotte Kopecky         | Justine Ghekiere      | Neve Bradbury       | Liv AlUla Jayco    |
| Classements finals | Classements finals          |                              | Elisa Longo Borghini | Lotte Kopecky         | Justine Ghekiere      | Neve Bradbury       | Liv AlUla Jayco    |

## Liste des participantes
| Légende                             | Légende | Légende                                | Légende |
| ----------------------------------- | --- | -------------------------------------- | --- |
| Num                                 | Dossard de départ porté par la coureuse sur ce Tour d'Italie féminin                                           | Pos                                    | Position finale au classement général                                                                         |
| Leader du classement général        | Indique la vainqueur du classement général                                                                     | Leader du classement des sprints       | Indique la vainqueur du classement par points                                                                 |
| Leader du classement de la montagne | Indique la vainqueur du classement de la montagne                                                              | Leader du classement du meilleur jeune | Indique la vainqueur du classement de la meilleure jeune                                                      |
|                                     | Indique un maillot de champion national ou mondial, suivi de sa spécialité                                     |                                        | |
| #                                   | Indique la meilleure équipe                                                                                    | NP                                     | Indique une coureuse qui n'a pas pris le départ d'une étape, suivi du numéro de l'étape où elle s'est retirée |
| AB                                  | Indique une coureuse qui n'a pas terminé une étape, suivi du numéro de l'étape où elle s'est retirée           | HD                                     | Indique une coureuse qui a terminé une étape hors des délais, suivi du numéro de l'étape                      |
| *                                   | Indique une coureuse en lice pour le classement de la meilleure jeune (coureuses nées après le 1 janvier 2002) |                                        | |

| SD Worx-Protime SDW | SD Worx-Protime SDW                       | SD Worx-Protime SDW |
| ------------------- | ----------------------------------------- | ------------------- |
| Num                 | Coureuse                                  | Pos                 |
| 1                   | Lotte Kopecky (BEL) (route et chrono)     | 2e                  |
| 2                   | Elena Cecchini (ITA)                      | 71e                 |
| 3                   | Niamh Fisher-Black (NZL)                  | 10e                 |
| 4                   | Femke Gerritse (NED)                      | 46e                 |
| 5                   | Barbara Guarischi (ITA)                   | 100e                |
| 6                   | Chantal van den Broek-Blaak (NED) (route) | AB-7                |
| 7                   | Blanka Vas (HUN) (route)                  | 41e                 |

| AG Insurance-Soudal Team AGS | AG Insurance-Soudal Team AGS       | AG Insurance-Soudal Team AGS |
| ---------------------------- | ---------------------------------- | ---------------------------- |
| Num                          | Coureuse                           | Pos                          |
| 11                           | Kimberley Le Court de Billot (MRI) | 18e                          |
| 12                           | Julia Borgström (SWE)              | AB-7                         |
| 13                           | Lore De Schepper (BEL)             | 47e                          |
| 14                           | Justine Ghekiere (BEL)             | 32e                          |
| 15                           | Marthe Goossens (BEL)              | AB-7                         |
| 16                           | Gaia Masetti (ITA)                 | 48e                          |
| 17                           | Maud Rijnbeek (NED)                | AB-7                         |

| Bepink-Bongioanni BPK | Bepink-Bongioanni BPK                  | Bepink-Bongioanni BPK |
| --------------------- | -------------------------------------- | --------------------- |
| Num                   | Coureuse                               | Pos                   |
| 21                    | Monica Trinca Colonel (ITA)            | 23e                   |
| 22                    | Andrea Casagranda (ITA)                | 96e                   |
| 23                    | Carmela Cipriani (ITA)                 | 64e                   |
| 24                    | Ana Vitória Magalhães (BRA) (chrono)   | 73e                   |
| 25                    | Nora Jenčušová (SVK) (route et chrono) | 90e                   |
| 26                    | Angela Oro (ITA)                       | 93e                   |
| 27                    | Elisa Valtulini (ITA)                  | 29e                   |

| Canyon-SRAM Racing CSR | Canyon-SRAM Racing CSR         | Canyon-SRAM Racing CSR |
| ---------------------- | ------------------------------ | ---------------------- |
| Num                    | Coureuse                       | Pos                    |
| 31                     | Élise Chabbey (SUI)            | NP-7                   |
| 32                     | Neve Bradbury (AUS)            | 3e                     |
| 33                     | Antonia Niedermaier (GER)      | 6e                     |
| 34                     | Soraya Paladin (ITA)           | 52e                    |
| 35                     | Agnieszka Skalniak-Sójka (POL) | 50e                    |
| 36                     | Alice Towers (GBR)             | AB-4                   |
| 37                     | Maike van der Duin (NED)       | AB-6                   |

| Ceratizit-WNT Pro Cycling WNT | Ceratizit-WNT Pro Cycling WNT  | Ceratizit-WNT Pro Cycling WNT |
| ----------------------------- | ------------------------------ | ----------------------------- |
| Num                           | Coureuse                       | Pos                           |
| 41                            | Cédrine Kerbaol (FRA)          | AB-4                          |
| 42                            | Alice Maria Arzuffi (ITA)      | 17e                           |
| 43                            | Laura Asencio (FRA)            | 31e                           |
| 44                            | Mylène de Zoete (NED)          | 99e                           |
| 45                            | Arianna Fidanza (ITA)          | 82e                           |
| 46                            | Marta Jaskulska (POL) (chrono) | 81e                           |
| 47                            | Kathrin Schweinberger (AUT)    | 92e                           |

| Cofidis COF | Cofidis COF          | Cofidis COF |
| ----------- | -------------------- | ----------- |
| Num         | Coureuse             | Pos         |
| 51          | Hannah Ludwig (GER)  | 45e         |
| 52          | Martina Alzini (ITA) | AB-7        |
| 53          | Julie Bego (FRA)     | AB-5        |
| 54          | Morgane Coston (FRA) | 83e         |
| 55          | Séverine Eraud (FRA) | AB-5        |
| 56          | Nikola Nosková (CZE) | AB-7        |
| 57          | Sarah Roy (AUS)      | 70e         |

| EF-Oatly-Cannondale EFC | EF-Oatly-Cannondale EFC    | EF-Oatly-Cannondale EFC |
| ----------------------- | -------------------------- | ----------------------- |
| Num                     | Coureuse                   | Pos                     |
| 61                      | Kim Cadzow (NZL) (chrono)  | AB-7                    |
| 63                      | Letizia Borghesi (ITA)     | AB-7                    |
| 64                      | Clara Emond (CAN)          | AB-7                    |
| 65                      | Nina Kessler (NED)         | NP-6                    |
| 66                      | Clara Koppenburg (GER)     | 68e                     |
| 67                      | Magdeleine Vallieres (CAN) | 38e                     |

| FDJ-Suez FST | FDJ-Suez FST                     | FDJ-Suez FST |
| ------------ | -------------------------------- | ------------ |
| Num          | Coureuse                         | Pos          |
| 71           | Cecilie Uttrup Ludwig (DEN)      | 8e           |
| 72           | Loes Adegeest (NED)              | 62e          |
| 73           | Grace Brown (AUS) (chrono)       | 34e          |
| 74           | Nina Buysman (NED)               | 27e          |
| 75           | Vittoria Guazzini (ITA) (chrono) | NP-7         |
| 76           | Alessia Vigilia (ITA)            | 77e          |
| 77           | Jade Wiel (FRA)                  | NP-6         |

| Fenix-Deceuninck FED | Fenix-Deceuninck FED             | Fenix-Deceuninck FED |
| -------------------- | -------------------------------- | -------------------- |
| Num                  | Coureuse                         | Pos                  |
| 81                   | Pauliena Rooijakkers (NED)       | 4e                   |
| 82                   | Aniek van Alphen (NED)           | 76e                  |
| 83                   | Ceylin del Carmen Alvarado (NED) | 58e                  |
| 84                   | Sanne Cant (BEL)                 | 37e                  |
| 85                   | Millie Couzens (GBR)             | AB-6                 |
| 86                   | Evy Kuijpers (NED)               | 95e                  |
| 87                   | Greta Marturano (ITA)            | AB-7                 |

| Human Powered Health HPH | Human Powered Health HPH | Human Powered Health HPH |
| ------------------------ | ------------------------ | ------------------------ |
| Num                      | Coureuse                 | Pos                      |
| 91                       | Ruth Edwards (USA)       | 30e                      |
| 92                       | Giada Borghesi (ITA)     | AB-7                     |
| 93                       | Romy Kasper (GER)        | 60e                      |
| 94                       | Barbara Malcotti (ITA)   | 15e                      |
| 95                       | Katia Ragusa (ITA)       | 80e                      |
| 96                       | Silvia Zanardi (ITA)     | 91e                      |
| 97                       | Linda Zanetti (SUI)      | 87e                      |

| Isolmant-Premac-Vittoria SBT | Isolmant-Premac-Vittoria SBT | Isolmant-Premac-Vittoria SBT |
| ---------------------------- | ---------------------------- | ---------------------------- |
| Num                          | Coureuse                     | Pos                          |
| 101                          | Beatrice Rossato (ITA)       | 63e                          |
| 102                          | Sofia Arici (ITA)            | 98e                          |
| 103                          | Valeria Curnis (ITA)         | AB-6                         |
| 104                          | Sara Mazzorana (ITA)         | AB-5                         |
| 105                          | Sara Pepoli (ITA)            | 86e                          |
| 106                          | Emanuela Zanetti (ITA)       | AB-6                         |
| 107                          | Asia Zontone (ITA)           | 88e                          |

| Laboral Kutxa-Fundación Euskadi LKF | Laboral Kutxa-Fundación Euskadi LKF | Laboral Kutxa-Fundación Euskadi LKF |
| ----------------------------------- | ----------------------------------- | ----------------------------------- |
| Num                                 | Coureuse                            | Pos                                 |
| 111                                 | Ane Santesteban (ESP)               | 21e                                 |
| 112                                 | Usoa Ostolaza (ESP) (route)         | 16e                                 |
| 113                                 | Nadia Quagliotto (ITA)              | 67e                                 |
| 114                                 | Aileen Schweikart (GER)             | 53e                                 |
| 115                                 | Debora Silvestri (ITA)              | 25e                                 |
| 116                                 | Laura Tomasi (ITA)                  | AB-8                                |
| 117                                 | Cristina Tonetti (ITA)              | 84e                                 |

| Lidl-Trek LTK | Lidl-Trek LTK                      | Lidl-Trek LTK |
| ------------- | ---------------------------------- | ------------- |
| Num           | Coureuse                           | Pos           |
| 121           | Elisa Longo Borghini (ITA) (route) | 1re           |
| 122           | Elisa Balsamo (ITA)                | AB-5          |
| 123           | Lucinda Brand (NED)                | 57e           |
| 124           | Brodie Chapman (AUS)               | 22e           |
| 125           | Lizzie Deignan (GBR)               | 55e           |
| 126           | Lauretta Hanson (AUS)              | 74e           |
| 127           | Gaia Realini (ITA)                 | 7e            |

| Liv AlUla Jayco LAJ | Liv AlUla Jayco LAJ                  | Liv AlUla Jayco LAJ |
| ------------------- | ------------------------------------ | ------------------- |
| Num                 | Coureuse                             | Pos                 |
| 131                 | Mavi García (ESP)                    | 9e                  |
| 132                 | Ingvild Gåskjenn (NOR)               | AB-6                |
| 133                 | Amber Pate (AUS)                     | 75e                 |
| 134                 | Ruby Roseman-Gannon (AUS) (route)    | 65e                 |
| 135                 | Silke Smulders (NED)                 | 13e                 |
| 136                 | Ella Wyllie (NZL) (route)            | 40e                 |
| 137                 | Urška Žigart (SLO) (route et chrono) | 12e                 |

| Movistar Team MOV | Movistar Team MOV                      | Movistar Team MOV |
| ----------------- | -------------------------------------- | ----------------- |
| Num               | Coureuse                               | Pos               |
| 141               | Arlenis Sierra (CUB) (route et chrono) | 56e               |
| 142               | Jelena Erić (SRB) (route)              | 66e               |
| 143               | Liane Lippert (GER)                    | AB-8              |
| 144               | Sara Martín (ESP)                      | 54e               |
| 145               | Mareille Meijering (NED)               | 11e               |
| 146               | Paula Patiño (COL) (route)             | AB-7              |
| 147               | Claire Steels (GBR)                    | 26e               |

| Roland CGS | Roland CGS                                 | Roland CGS |
| ---------- | ------------------------------------------ | ---------- |
| Num        | Coureuse                                   | Pos        |
| 151        | Elena Hartmann (SUI) (chrono)              | AB-4       |
| 152        | Ántri Christofórou (CYP) (route et chrono) | AB-6       |
| 153        | Sofia Collinelli (ITA)                     | AB-7       |
| 154        | Nathalie Eklund (SWE)                      | 89e        |
| 155        | Nguyễn Thị Thật (VIE) (route)              | AB-7       |
| 156        | Elena Pirrone (ITA)                        | NP-6       |
| 157        | Giorgia Vettorello (ITA)                   | 59e        |

| Tashkent City Women Professional Cycling Team TCW | Tashkent City Women Professional Cycling Team TCW | Tashkent City Women Professional Cycling Team TCW |
| ------------------------------------------------- | ------------------------------------------------- | ------------------------------------------------- |
| Num                                               | Coureuse                                          | Pos                                               |
| 161                                               | Olga Zabelinskaïa (UZB) (chrono)                  | AB-7                                              |
| 162                                               | Mohinabonu Elmurodova (UZB)                       | AB-6                                              |
| 163                                               | Madina Kakhkhorova (UZB)                          | AB-6                                              |
| 164                                               | Nafosat Kozieva (UZB)                             | AB-6                                              |
| 165                                               | Anna Kuskova (UZB)                                | AB-3                                              |
| 166                                               | Yanina Kuskova (UZB)                              | 85e                                               |
| 167                                               | Margarita Misyurina (UZB) (chrono)                | AB-6                                              |

| Team dsm-firmenich PostNL DFP | Team dsm-firmenich PostNL DFP | Team dsm-firmenich PostNL DFP |
| ----------------------------- | ----------------------------- | ----------------------------- |
| Num                           | Coureuse                      | Pos                           |
| 171                           | Juliette Labous (FRA) (route) | 5e                            |
| 172                           | Francesca Barale (ITA)        | 51e                           |
| 173                           | Eleonora Ciabocco (ITA)       | AB-8                          |
| 174                           | Franziska Koch (GER) (route)  | 49e                           |
| 175                           | Josie Nelson (GBR)            | 97e                           |
| 176                           | Becky Storrie (GBR)           | AB-4                          |
| 177                           | Nienke Vinke (NED)            | 43e                           |

| Team Visma \| Lease a Bike TVL | Team Visma \| Lease a Bike TVL | Team Visma \| Lease a Bike TVL |
| ------------------------------ | ------------------------------ | ------------------------------ |
| Num                            | Coureuse                       | Pos                            |
| 181                            | Fem van Empel (NED)            | AB-5                           |
| 182                            | Carlijn Achtereekte (NED)      | 69e                            |
| 183                            | Femke de Vries (NED)           | 20e                            |
| 184                            | Mijntje Geurts (NED)           | NP-4                           |
| 185                            | Lieke Nooijen (NED)            | 42e                            |
| 186                            | Maud Oudeman (NED)             | NP-7                           |
| 187                            | Rosita Reijnhout (NED)         | NP-5                           |

| Top Girls Fassa Bortolo TOP | Top Girls Fassa Bortolo TOP | Top Girls Fassa Bortolo TOP |
| --------------------------- | --------------------------- | --------------------------- |
| Num                         | Coureuse                    | Pos                         |
| 191                         | Giorgia Bariani (ITA)       | AB-6                        |
| 192                         | Virginia Bortoli (ITA)      | AB-7                        |
| 193                         | Alessia Missiaggia (ITA)    | 102e                        |
| 194                         | Iris Monticolo (ITA)        | AB-8                        |
| 195                         | Alice Palazzi (ITA)         | 101e                        |
| 196                         | Elisa De Vallier (ITA)      | 79e                         |
| 197                         | Gaia Segato (ITA)           | 39e                         |

| UAE Team ADQ UAD | UAE Team ADQ UAD                  | UAE Team ADQ UAD |
| ---------------- | --------------------------------- | ---------------- |
| Num              | Coureuse                          | Pos              |
| 201              | Chiara Consonni (ITA)             | NP-7             |
| 202              | Alena Amialiusik (BLR)            | 72e              |
| 203              | Eleonora Gasparrini (ITA)         | 35e              |
| 204              | Elizabeth Holden (GBR)            | 78e              |
| 205              | Erica Magnaldi (ITA)              | 14e              |
| 206              | Silvia Persico (ITA)              | 36e              |
| 207              | Dominika Włodarczyk (POL) (route) | 28e              |

| Uno-X Mobility UXM | Uno-X Mobility UXM                  | Uno-X Mobility UXM |
| ------------------ | ----------------------------------- | ------------------ |
| Num                | Coureuse                            | Pos                |
| 211                | Anouska Koster (NED)                | 44e                |
| 212                | Katrine Aalerud (NOR) (chrono)      | 33e                |
| 213                | Solbjørk Minke Anderson (DEN)       | 19e                |
| 214                | Marte Berg Edseth (NOR)             | 61e                |
| 215                | Rebecca Koerner (DEN) (route)       | 94e                |
| 216                | Joscelin Lowden (GBR)               | AB-7               |
| 217                | Mie Bjørndal Ottestad (NOR) (route) | 24e                |

| SD Worx-Protime SDW | SD Worx-Protime SDW                       | SD Worx-Protime SDW |
| ------------------- | ----------------------------------------- | ------------------- |
| Num                 | Coureuse                                  | Pos                 |
| 1                   | Lotte Kopecky (BEL) (route et chrono)     | 2e                  |
| 2                   | Elena Cecchini (ITA)                      | 71e                 |
| 3                   | Niamh Fisher-Black (NZL)                  | 10e                 |
| 4                   | Femke Gerritse (NED)                      | 46e                 |
| 5                   | Barbara Guarischi (ITA)                   | 100e                |
| 6                   | Chantal van den Broek-Blaak (NED) (route) | AB-7                |
| 7                   | Blanka Vas (HUN) (route)                  | 41e                 |

| AG Insurance-Soudal Team AGS | AG Insurance-Soudal Team AGS       | AG Insurance-Soudal Team AGS |
| ---------------------------- | ---------------------------------- | ---------------------------- |
| Num                          | Coureuse                           | Pos                          |
| 11                           | Kimberley Le Court de Billot (MRI) | 18e                          |
| 12                           | Julia Borgström (SWE)              | AB-7                         |
| 13                           | Lore De Schepper (BEL)             | 47e                          |
| 14                           | Justine Ghekiere (BEL)             | 32e                          |
| 15                           | Marthe Goossens (BEL)              | AB-7                         |
| 16                           | Gaia Masetti (ITA)                 | 48e                          |
| 17                           | Maud Rijnbeek (NED)                | AB-7                         |

| Bepink-Bongioanni BPK | Bepink-Bongioanni BPK                  | Bepink-Bongioanni BPK |
| --------------------- | -------------------------------------- | --------------------- |
| Num                   | Coureuse                               | Pos                   |
| 21                    | Monica Trinca Colonel (ITA)            | 23e                   |
| 22                    | Andrea Casagranda (ITA)                | 96e                   |
| 23                    | Carmela Cipriani (ITA)                 | 64e                   |
| 24                    | Ana Vitória Magalhães (BRA) (chrono)   | 73e                   |
| 25                    | Nora Jenčušová (SVK) (route et chrono) | 90e                   |
| 26                    | Angela Oro (ITA)                       | 93e                   |
| 27                    | Elisa Valtulini (ITA)                  | 29e                   |

| Canyon-SRAM Racing CSR | Canyon-SRAM Racing CSR         | Canyon-SRAM Racing CSR |
| ---------------------- | ------------------------------ | ---------------------- |
| Num                    | Coureuse                       | Pos                    |
| 31                     | Élise Chabbey (SUI)            | NP-7                   |
| 32                     | Neve Bradbury (AUS)            | 3e                     |
| 33                     | Antonia Niedermaier (GER)      | 6e                     |
| 34                     | Soraya Paladin (ITA)           | 52e                    |
| 35                     | Agnieszka Skalniak-Sójka (POL) | 50e                    |
| 36                     | Alice Towers (GBR)             | AB-4                   |
| 37                     | Maike van der Duin (NED)       | AB-6                   |

| Ceratizit-WNT Pro Cycling WNT | Ceratizit-WNT Pro Cycling WNT  | Ceratizit-WNT Pro Cycling WNT |
| ----------------------------- | ------------------------------ | ----------------------------- |
| Num                           | Coureuse                       | Pos                           |
| 41                            | Cédrine Kerbaol (FRA)          | AB-4                          |
| 42                            | Alice Maria Arzuffi (ITA)      | 17e                           |
| 43                            | Laura Asencio (FRA)            | 31e                           |
| 44                            | Mylène de Zoete (NED)          | 99e                           |
| 45                            | Arianna Fidanza (ITA)          | 82e                           |
| 46                            | Marta Jaskulska (POL) (chrono) | 81e                           |
| 47                            | Kathrin Schweinberger (AUT)    | 92e                           |

| Cofidis COF | Cofidis COF          | Cofidis COF |
| ----------- | -------------------- | ----------- |
| Num         | Coureuse             | Pos         |
| 51          | Hannah Ludwig (GER)  | 45e         |
| 52          | Martina Alzini (ITA) | AB-7        |
| 53          | Julie Bego (FRA)     | AB-5        |
| 54          | Morgane Coston (FRA) | 83e         |
| 55          | Séverine Eraud (FRA) | AB-5        |
| 56          | Nikola Nosková (CZE) | AB-7        |
| 57          | Sarah Roy (AUS)      | 70e         |

| EF-Oatly-Cannondale EFC | EF-Oatly-Cannondale EFC    | EF-Oatly-Cannondale EFC |
| ----------------------- | -------------------------- | ----------------------- |
| Num                     | Coureuse                   | Pos                     |
| 61                      | Kim Cadzow (NZL) (chrono)  | AB-7                    |
| 63                      | Letizia Borghesi (ITA)     | AB-7                    |
| 64                      | Clara Emond (CAN)          | AB-7                    |
| 65                      | Nina Kessler (NED)         | NP-6                    |
| 66                      | Clara Koppenburg (GER)     | 68e                     |
| 67                      | Magdeleine Vallieres (CAN) | 38e                     |

| FDJ-Suez FST | FDJ-Suez FST                     | FDJ-Suez FST |
| ------------ | -------------------------------- | ------------ |
| Num          | Coureuse                         | Pos          |
| 71           | Cecilie Uttrup Ludwig (DEN)      | 8e           |
| 72           | Loes Adegeest (NED)              | 62e          |
| 73           | Grace Brown (AUS) (chrono)       | 34e          |
| 74           | Nina Buysman (NED)               | 27e          |
| 75           | Vittoria Guazzini (ITA) (chrono) | NP-7         |
| 76           | Alessia Vigilia (ITA)            | 77e          |
| 77           | Jade Wiel (FRA)                  | NP-6         |

| Fenix-Deceuninck FED | Fenix-Deceuninck FED             | Fenix-Deceuninck FED |
| -------------------- | -------------------------------- | -------------------- |
| Num                  | Coureuse                         | Pos                  |
| 81                   | Pauliena Rooijakkers (NED)       | 4e                   |
| 82                   | Aniek van Alphen (NED)           | 76e                  |
| 83                   | Ceylin del Carmen Alvarado (NED) | 58e                  |
| 84                   | Sanne Cant (BEL)                 | 37e                  |
| 85                   | Millie Couzens (GBR)             | AB-6                 |
| 86                   | Evy Kuijpers (NED)               | 95e                  |
| 87                   | Greta Marturano (ITA)            | AB-7                 |

| Human Powered Health HPH | Human Powered Health HPH | Human Powered Health HPH |
| ------------------------ | ------------------------ | ------------------------ |
| Num                      | Coureuse                 | Pos                      |
| 91                       | Ruth Edwards (USA)       | 30e                      |
| 92                       | Giada Borghesi (ITA)     | AB-7                     |
| 93                       | Romy Kasper (GER)        | 60e                      |
| 94                       | Barbara Malcotti (ITA)   | 15e                      |
| 95                       | Katia Ragusa (ITA)       | 80e                      |
| 96                       | Silvia Zanardi (ITA)     | 91e                      |
| 97                       | Linda Zanetti (SUI)      | 87e                      |

| Isolmant-Premac-Vittoria SBT | Isolmant-Premac-Vittoria SBT | Isolmant-Premac-Vittoria SBT |
| ---------------------------- | ---------------------------- | ---------------------------- |
| Num                          | Coureuse                     | Pos                          |
| 101                          | Beatrice Rossato (ITA)       | 63e                          |
| 102                          | Sofia Arici (ITA)            | 98e                          |
| 103                          | Valeria Curnis (ITA)         | AB-6                         |
| 104                          | Sara Mazzorana (ITA)         | AB-5                         |
| 105                          | Sara Pepoli (ITA)            | 86e                          |
| 106                          | Emanuela Zanetti (ITA)       | AB-6                         |
| 107                          | Asia Zontone (ITA)           | 88e                          |

| Laboral Kutxa-Fundación Euskadi LKF | Laboral Kutxa-Fundación Euskadi LKF | Laboral Kutxa-Fundación Euskadi LKF |
| ----------------------------------- | ----------------------------------- | ----------------------------------- |
| Num                                 | Coureuse                            | Pos                                 |
| 111                                 | Ane Santesteban (ESP)               | 21e                                 |
| 112                                 | Usoa Ostolaza (ESP) (route)         | 16e                                 |
| 113                                 | Nadia Quagliotto (ITA)              | 67e                                 |
| 114                                 | Aileen Schweikart (GER)             | 53e                                 |
| 115                                 | Debora Silvestri (ITA)              | 25e                                 |
| 116                                 | Laura Tomasi (ITA)                  | AB-8                                |
| 117                                 | Cristina Tonetti (ITA)              | 84e                                 |

| Lidl-Trek LTK | Lidl-Trek LTK                      | Lidl-Trek LTK |
| ------------- | ---------------------------------- | ------------- |
| Num           | Coureuse                           | Pos           |
| 121           | Elisa Longo Borghini (ITA) (route) | 1re           |
| 122           | Elisa Balsamo (ITA)                | AB-5          |
| 123           | Lucinda Brand (NED)                | 57e           |
| 124           | Brodie Chapman (AUS)               | 22e           |
| 125           | Lizzie Deignan (GBR)               | 55e           |
| 126           | Lauretta Hanson (AUS)              | 74e           |
| 127           | Gaia Realini (ITA)                 | 7e            |

| Liv AlUla Jayco LAJ | Liv AlUla Jayco LAJ                  | Liv AlUla Jayco LAJ |
| ------------------- | ------------------------------------ | ------------------- |
| Num                 | Coureuse                             | Pos                 |
| 131                 | Mavi García (ESP)                    | 9e                  |
| 132                 | Ingvild Gåskjenn (NOR)               | AB-6                |
| 133                 | Amber Pate (AUS)                     | 75e                 |
| 134                 | Ruby Roseman-Gannon (AUS) (route)    | 65e                 |
| 135                 | Silke Smulders (NED)                 | 13e                 |
| 136                 | Ella Wyllie (NZL) (route)            | 40e                 |
| 137                 | Urška Žigart (SLO) (route et chrono) | 12e                 |

| Movistar Team MOV | Movistar Team MOV                      | Movistar Team MOV |
| ----------------- | -------------------------------------- | ----------------- |
| Num               | Coureuse                               | Pos               |
| 141               | Arlenis Sierra (CUB) (route et chrono) | 56e               |
| 142               | Jelena Erić (SRB) (route)              | 66e               |
| 143               | Liane Lippert (GER)                    | AB-8              |
| 144               | Sara Martín (ESP)                      | 54e               |
| 145               | Mareille Meijering (NED)               | 11e               |
| 146               | Paula Patiño (COL) (route)             | AB-7              |
| 147               | Claire Steels (GBR)                    | 26e               |

| Roland CGS | Roland CGS                                 | Roland CGS |
| ---------- | ------------------------------------------ | ---------- |
| Num        | Coureuse                                   | Pos        |
| 151        | Elena Hartmann (SUI) (chrono)              | AB-4       |
| 152        | Ántri Christofórou (CYP) (route et chrono) | AB-6       |
| 153        | Sofia Collinelli (ITA)                     | AB-7       |
| 154        | Nathalie Eklund (SWE)                      | 89e        |
| 155        | Nguyễn Thị Thật (VIE) (route)              | AB-7       |
| 156        | Elena Pirrone (ITA)                        | NP-6       |
| 157        | Giorgia Vettorello (ITA)                   | 59e        |

| Tashkent City Women Professional Cycling Team TCW | Tashkent City Women Professional Cycling Team TCW | Tashkent City Women Professional Cycling Team TCW |
| ------------------------------------------------- | ------------------------------------------------- | ------------------------------------------------- |
| Num                                               | Coureuse                                          | Pos                                               |
| 161                                               | Olga Zabelinskaïa (UZB) (chrono)                  | AB-7                                              |
| 162                                               | Mohinabonu Elmurodova (UZB)                       | AB-6                                              |
| 163                                               | Madina Kakhkhorova (UZB)                          | AB-6                                              |
| 164                                               | Nafosat Kozieva (UZB)                             | AB-6                                              |
| 165                                               | Anna Kuskova (UZB)                                | AB-3                                              |
| 166                                               | Yanina Kuskova (UZB)                              | 85e                                               |
| 167                                               | Margarita Misyurina (UZB) (chrono)                | AB-6                                              |

| Team dsm-firmenich PostNL DFP | Team dsm-firmenich PostNL DFP | Team dsm-firmenich PostNL DFP |
| ----------------------------- | ----------------------------- | ----------------------------- |
| Num                           | Coureuse                      | Pos                           |
| 171                           | Juliette Labous (FRA) (route) | 5e                            |
| 172                           | Francesca Barale (ITA)        | 51e                           |
| 173                           | Eleonora Ciabocco (ITA)       | AB-8                          |
| 174                           | Franziska Koch (GER) (route)  | 49e                           |
| 175                           | Josie Nelson (GBR)            | 97e                           |
| 176                           | Becky Storrie (GBR)           | AB-4                          |
| 177                           | Nienke Vinke (NED)            | 43e                           |

| Team Visma \| Lease a Bike TVL | Team Visma \| Lease a Bike TVL | Team Visma \| Lease a Bike TVL |
| ------------------------------ | ------------------------------ | ------------------------------ |
| Num                            | Coureuse                       | Pos                            |
| 181                            | Fem van Empel (NED)            | AB-5                           |
| 182                            | Carlijn Achtereekte (NED)      | 69e                            |
| 183                            | Femke de Vries (NED)           | 20e                            |
| 184                            | Mijntje Geurts (NED)           | NP-4                           |
| 185                            | Lieke Nooijen (NED)            | 42e                            |
| 186                            | Maud Oudeman (NED)             | NP-7                           |
| 187                            | Rosita Reijnhout (NED)         | NP-5                           |

| Top Girls Fassa Bortolo TOP | Top Girls Fassa Bortolo TOP | Top Girls Fassa Bortolo TOP |
| --------------------------- | --------------------------- | --------------------------- |
| Num                         | Coureuse                    | Pos                         |
| 191                         | Giorgia Bariani (ITA)       | AB-6                        |
| 192                         | Virginia Bortoli (ITA)      | AB-7                        |
| 193                         | Alessia Missiaggia (ITA)    | 102e                        |
| 194                         | Iris Monticolo (ITA)        | AB-8                        |
| 195                         | Alice Palazzi (ITA)         | 101e                        |
| 196                         | Elisa De Vallier (ITA)      | 79e                         |
| 197                         | Gaia Segato (ITA)           | 39e                         |

| UAE Team ADQ UAD | UAE Team ADQ UAD                  | UAE Team ADQ UAD |
| ---------------- | --------------------------------- | ---------------- |
| Num              | Coureuse                          | Pos              |
| 201              | Chiara Consonni (ITA)             | NP-7             |
| 202              | Alena Amialiusik (BLR)            | 72e              |
| 203              | Eleonora Gasparrini (ITA)         | 35e              |
| 204              | Elizabeth Holden (GBR)            | 78e              |
| 205              | Erica Magnaldi (ITA)              | 14e              |
| 206              | Silvia Persico (ITA)              | 36e              |
| 207              | Dominika Włodarczyk (POL) (route) | 28e              |

| Uno-X Mobility UXM | Uno-X Mobility UXM                  | Uno-X Mobility UXM |
| ------------------ | ----------------------------------- | ------------------ |
| Num                | Coureuse                            | Pos                |
| 211                | Anouska Koster (NED)                | 44e                |
| 212                | Katrine Aalerud (NOR) (chrono)      | 33e                |
| 213                | Solbjørk Minke Anderson (DEN)       | 19e                |
| 214                | Marte Berg Edseth (NOR)             | 61e                |
| 215                | Rebecca Koerner (DEN) (route)       | 94e                |
| 216                | Joscelin Lowden (GBR)               | AB-7               |
| 217                | Mie Bjørndal Ottestad (NOR) (route) | 24e                |